# Microleptes rectangulus
Microleptes rectangulus là một loài tò vò trong họ Ichneumonidae.